# Moulin du Domaine

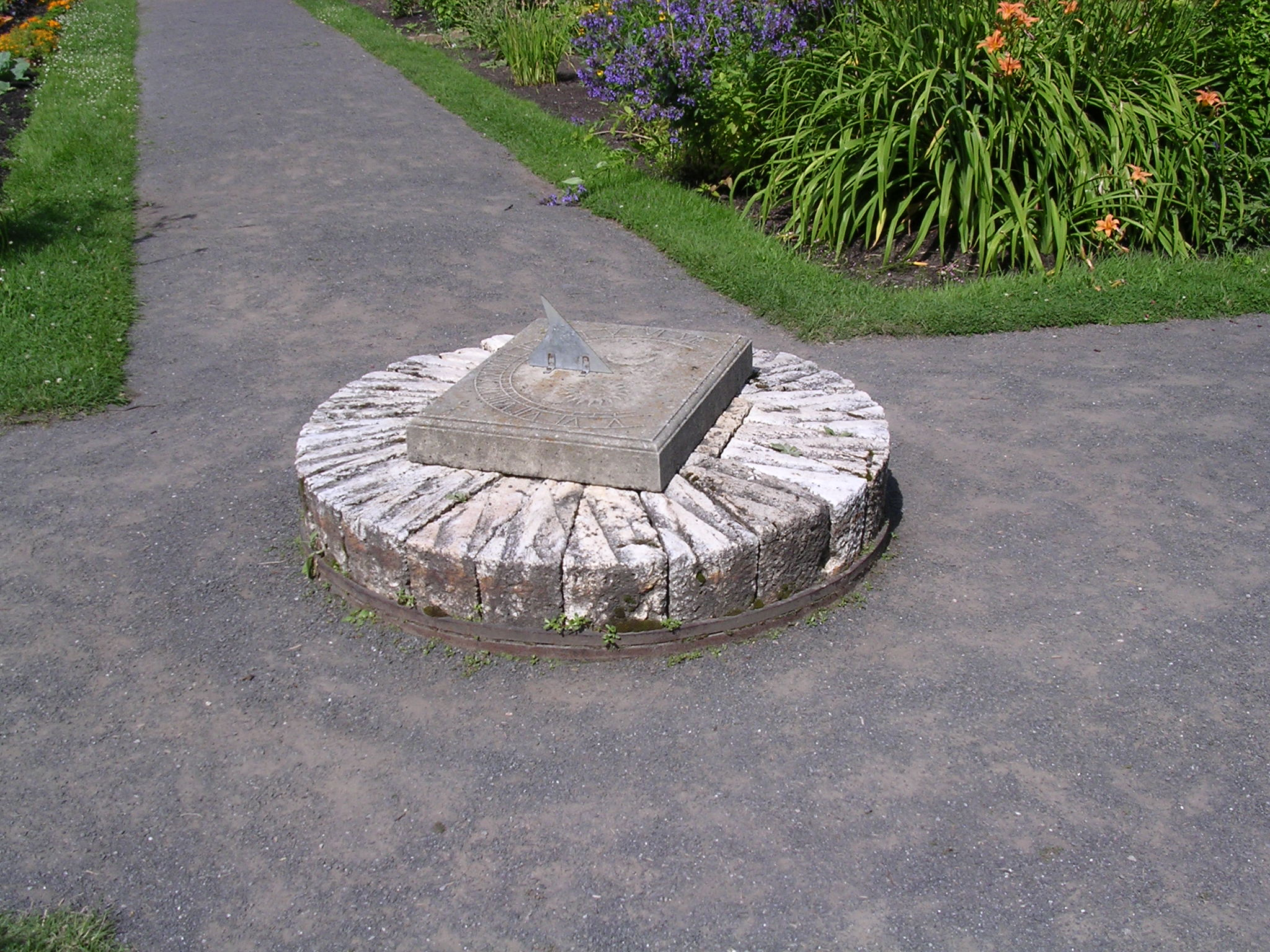
Meule au Domaine Joly de Lotbinière, en 2004. Elle a été installée à cet endroit dans les années 1930 par la famille Joly de Lotbinière pour servir comme support d'un cadran solaire. Les archives ou les souvenirs ne permettent pas d'indiquer de quel moulin elle provient. Elle est faite d'une pierre qui ne provient pas du Québec. La pierre du cadran solaire a été refaite en 1985 ou 1986 sur le modèle du cadran qui s'y trouvait et qui était vandalisé par les visiteurs.

Le Moulin du Domaine est situé à Lotbinière, dans la région de Chaudière-Appalaches. Construit en 1799, il est l'un des derniers moulins à eau du Québec. Il a cessé ses opérations vers 1942-1943. Il ne reste plus rien des mécanismes de moulin. Il a été aménagé en résidence privée.
À Lotbinière, on peut voir aussi le Moulin du Portage.

## Identification
- Nom du bâtiment : Moulin à eau du Domaine
- Nom du bien classé : Moulin du Domaine-de-Lotbinière[1]
- Cours d'eau : ruisseau du Domaine
- Adresse civique : 7218, route Marie-Victorin
- Municipalité : Lotbinière
- Propriété : privée

## Construction
- Date de construction : 1799[2]
- Nom du constructeur :
- Nom du propriétaire initial : Eustache-Gaspard-Alain de Lotbinière, seigneur

## Histoire
(août 2011).
- Évolution du bâtiment :
  - Vers 1942-43 : Fin des opérations
- Propriétaires :
  - 1799-1822 : Eustache-Gaspard-Alain de Lotbinière, seigneur
  - 1828-1860 : Marie-Julie-Christine Chartier de Lotbinière
  - 1860-1908 : Henri-Gustave Joly de Lotbinière
  - 1908-1911 : Edmond Joly de Lotbinière
  - 1911-1954 : Alain Joly de Lotbinière
  - 1954-1967 : Edmond Joly de Lotbinière
  - Depuis 1967 : Propriétaires actuels
- Meuniers :
  - Isidore Auger
- Transformations majeures :
  - `1967 : Restauration de l'extérieur et de l'intérieur, et transformation en résidence

Le moulin a été classé monument historique le 30 septembre 1964.

## Architecture
- En pierres, à deux étages
- Dimensions : 71 pieds par 50 pieds

## Mise en valeur
- Constat de mise en valeur : Aucune mise en valeur, le site est privé.
- Site d'origine : Oui
- Constat sommaire d'intégrité : Les mécanismes sont disparus.
- Responsable : Les propriétaires